# エイミー・ヒル
エイミー・ヒル（Amy Hill,  1953年5月9日 - ）は、アメリカ合衆国の女優、声優である。

## 来歴

### 生い立ち
1953年、サウスダコタ州のローレンス郡に生まれる。母親が日本人で、父親はフィンランド系アメリカ人だったが、1979年に他界した。高校を卒業後は、上智大学に1年間の予定で来日したが、最終的には7年間の滞在にまで延びた。日本滞在中は都内のスーパーのレモンの売り子として働き、しばらくしてからラジオのパーソナリティとして外国人の視点から日本を語る番組『エイミーの日本』のホストとしての活動も行っている。

### キャリア
アメリカに帰国後はサンフランシスコを拠点にしたアジア系による劇団『Asian American Theater Company』で舞台女優としてキャリアをスタートさせ、舞台においては自身の東京での滞在生活をベースにした一人芝居劇「Tokyo Bound」の脚本・主演を務めた。一人芝居は「Tokyo Bound」を含め3部作となり、アメリカ各地の巡業公演を行い高い評価を得た。
1980年代半ばあたりから脇役としてテレビドラマや映画などに出演をし始め、1994年からマーガレット・チョー、クライド・クサツらが出演するアジア系家庭をコミカルに描いたシットコム、『All-American Girl』の韓国系アメリカ人の祖母役を演じたあたりから知名度が急上昇。それ以降は順調にキャリアを重ね、アジア系女優としての確固たる地位を確立した。現在では、テレビドラマシリーズなどでのレギュラー出演も目立っており、アジア系女優として活躍を続けている。

### 私生活
前述の来日期間に結婚をしている。帰国後は養子として娘（Penelope Hill）を迎え入れており、彼女もまた演劇をしていることから親子で舞台に立ったり、演出家としての活動でも知られている。

## 出演作品

### 映画
- Dim Sum: A Little Bit of Heart (1985)
- リビング・オン・TOKYO・タイム Living on Tokyo Time (1987)
- The Big Blue (1988)
- 3人のゴースト Scrooged (1988)
- プラグヘッド/悪魔の電脳人間 Circuitry Man (1990)
- ゴースト・パパ Ghost Dad (1990)
- 真夜中の殺人コール Intimate Stranger (1991) ※テレビ映画
- Judgement (1992)
- シングルス Singles (1992)
- ライジング・サン Rising Sun (1993)
- Tokyo Bound (1995)
- 最後の晩餐/平和主義者の連続殺人 The Last Supper (1995)
- The Magic Pearl (1997) ※声の出演
- Yellow (1998)
- 十二夜 Twelfth Night, or What You Will (1998) ※テレビ映画
- ネクスト friday Next Friday (2000)
- Straight Right (2000)
- Auggie Rose (2000)
- Unauthorized: The Mary Kay Letourneau Story (2000) ※テレビ映画
- オン・エッジ 19歳のカルテ On Edge (2003)
- 楽園の女 Pavilion of Women (2001)
- The New Women (2001)
- The Wild Thornberrys: The Origin of Donnie (2001) ※テレビ映画
- トラブル・キッズ マックス・キーブルの大逆襲 Max Keeble's Big Move (2001)
- ビッグ・ライアー Big Fat Liar (2002)
- Man of the Year (2002)
- ハットしてキャット The Cat in the Hat (2003)
- 12人のパパ Cheaper by the Dozen (2003)
- 50回目のファースト・キス 50 First Dates (2004)
- ホット・ママ Hot Momma (2004)
- Duck (2005)
- ハービー/機械じかけのキューピッド Herbie Fully Loaded (2005)
- Kids in America (2005)
- Unbeatable Harold (2006)
- プリズン・フリーク Let's Go to Prison (2006)
- 阿呆遊戯 ブルース・リーを探せ! Finishing the Game: The Search for a New Bruce Lee (2007)
- South of Pico (2007)
- Legally Blondes (2009) ※ビデオ作品
- 南の島のリゾート式恋愛セラピー Couples Retreat (2009)
- Family Practice (2011) ※テレビ映画
- White Frog (2012)
- The Crumbles (2012)
- Big Gay Love (2013)
- マン・アップ! 60億分の1のサイテーな恋のはじまり Man Up (2015)
- Imperfect Sky (2015)
- Family Fortune (2015) ※テレビ映画
- And Punching the Clown (2016)
- The Unbidden (2016)
- Coffee House Chronicles: The Movie (2016)
- キャットファイト Catfight (2016)
- スパイダーマン:ホームカミング Spider-Man: Homecoming (2017)
- マック&リタ Mack & Rita (2022)
- リロ&スティッチ (2025年の映画) Lilo & Stitch (2025)

### 声の出演
- ゴジラ2000 ミレニアム Godzilla 2000 (1999) ※英語吹替
- リロ・アンド・スティッチ Lilo & Stitch (2002)
- おさるのジョージ2/ゆかいな大冒険! Curious George 2: Follow That Monkey! (2009)
- 絵文字の国のジーン The Emoji Movie (2017)
- オリオンと暗闇 Orion and the Dark (2024)

### テレビドラマ
- Partners in Crime (1984)
- Night Court (1988)
- ビバリーヒルズ青春白書 Beverly Hills, 90210 (1991)
- ベイビー・トーク Baby Talk (1991)
- All-American Girl (1994 - 1995)
- The Puzzle Place (1995)
- となりのサインフェルド Seinfeld (1995)
- Maybe This Time (1995- 1996)
- Boston Common (1997)
- ポーリー Pauly (1997)
- The Naked Truth (1997, 1998)
- あなたにムチュー Mad About You (1999)
- ふたりの男とひとりの女 Two Guys, a Girl and a Pizza Place (1999)
- The Hughleys (1999, 2000)
- フレンズ Friends (2000)
- Strip Mall (2000 - 2001)
- 3rd Rock from the Sun (2001)
- ボブ・パターソン Bob Patterson (2001)
- My Wife and Kids (2001)
- ラリーのミッドライフ★クライシス Curb Your Enthusiasm (2001)
- ワン・オン・ワン One on One (2002)
- Andy Richter Controls the Universe (2002)
- そりゃないぜ!? フレイジャー Frasier (2003)
- レイブン 見えちゃってチョー大変! That's So Raven (2003, 2005)
- Reno 911! (2004)
- シックス・フィート・アンダー Six Feet Under (2004)
- WITHOUT A TRACE/FBI 失踪者を追え! Without a Trace (2004)
- ノース・ショア North Shore (2004, 2005)
- ジェイク・イン・プログレス Jake in Progress (2005)
- ザ・クローサー The Closer (2005)
- Hot Properties (2005)
- デスパレートな妻たち Desperate Housewives (2006)
- In Case of Emergency (2007)
- Studio 60 on the Sunset Strip (2007)
- グレイズ・アナトミー 恋の解剖学 Grey's Anatomy (2007)
- ボストン・リーガル Boston Legal (2008)
- The Return of Jezebel James (2008)
- ゴースト 〜天国からのささやき Ghost Whisperer (2008)
- 弁護士イーライのふしぎな日常 Eli Stone (2008)
- ミディアム 霊能者アリソン・デュボア Medium (2009)
- ジェネラル・ホスピタル General Hospital (2009)
- DJ & The Fro (2009)
- The Goode Family (2009)
- NUMBERS 天才数学者の事件ファイル Numb3rs (2009)
- Glee/グリー Glee (2009)
- キャッスル 〜ミステリー作家は事件がお好き Castle (2009)
- チャーリー・シーンのハーパー★ボーイズ Two and a Half Men (2010)
- LAW & ORDER:LA Law & Order: Los Angeles (2010)
- メンタリスト The Mentalist (2011)
- State of Georgia (2011)
- Reed Between the Lines (2011)
- Enlightened (2011, 2012)
- Raising Hope (2012)
- Squad 85 (2012)
- The Office The Office (2013)
- アレステッド・ディベロプメント Arrested Development (2013)
- You and Your Fucking Coffee (2013)
- Sean Saves the World (2013)
- Hawaii Five-0 Hawaii Five-0 (2014)
- ジェシー! Jessie (2014)
- Crazy Ex-Girlfriend (2015 - 2018)
- UnREAL (2015 - 2016)
- Life in Pieces (2016)
- Comedy Bang! Bang! (2016)
- The Great Indoors (2016, 2017)
- まほうのレシピ Just Add Magic (2016 - 2018)
- プリーチャー Preacher (2017)
- 3 Year Plan (2018)
- 私立探偵マグナム Magnum P.I. (2018 - )
- サンタクラリータ・ダイエット Santa Clarita Diet (2018)
- 天才少女ドギー・カメアロハ Doogie Kameāloha, M.D. (2021)

### テレビアニメ
- スパイダーマン Spider-Man (1995)
- Happily Ever After: Fairy Tales for Every Child (1995, 1999)
- キング・オブ・ザ・ヒル King of the Hill (1998, 2000, 2002, 2003)
- ハムナプトラ The Mummy (2001)
- ジャッキー・チェン・アドベンチャー Jackie Chan Adventures (2001, 2002, 2005)
- リロ・アンド・スティッチ・ザ・シリーズ Lilo & Stitch: The Series (2003, 2006)
- キム・ポッシブル Kim Possible (2004)
- アバター 伝説の少年アン Avatar: The Last Airbender (2005)
- The Life and Times of Juniper Lee (2005 - 2006)
- アメリカン・ドラゴン American Dragon: Jake Long (2006)
- リージョン・オブ・スーパーヒーローズ Legion of Super Heroes (2007)
- アメリカン・ダッド American Dad! (2007 - 2013)
- おさるのジョージ Curious George (2009)
- The Legend of Korra (2011, 2013)
- カンフー・パンダ・ザ・シリーズ Kung Fu Panda: Legends of Awesomeness (2011, 2012, 2016)
- Lego DC Comics Superheroes: Justice League - Gotham City Breakout (2016)
- Yasuke -ヤスケ- Yasuke (2021)
- カンフー・パンダ: 龍の戦士たち Kung Fu Panda: The Dragon Knight (2022)
- スタートレック:プロディジー Star Trek: Prodigy (2022)
- グレムリン：モグワイの秘密 Gremlins: Secrets of the Mogwai (2023)